# Vettweiß
Vettweiß – miejscowość i gmina w Niemczech, w kraju związkowym Nadrenia Północna-Westfalia, w rejencji Kolonia, w powiecie Düren, przy drodze B56 i linii kolejowej Düren–Euskirchen.
Gmina położona jest ok. 10 km na południowy wschód od Düren, ok. 35 km na zachód od Bonn i ok. 32 km na południowy zachód od centrum Kolonii.
W dzielnicy Lüxheim znajduje się cmentarz żydowski, a do II wojny światowej funkcjonowała tutaj duża gmina żydowska.

## Dzielnice
W skład gminy wchodzi jedenaście dzielnic:
- Vettweiß z Kettenheim
- Froitzheim z Frangenheim
- Ginnick
- Soller
- Jakobwüllesheim
- Kelz
- Lüxheim
- Gladbach z Mersheim
- Müddersheim
- Disternich
- Sievernich

## Historia
Na pobliskich terenach już 3000 lat p.n.e. osiedlili się Celtowie, następnie Romanie i Frankowie.
Pierwsze wzmianki o Vettweiß pochodzą z 989. W 1215 rycerz Otto von Wyss wybudował tutaj zamek.

## Polityka
Wójtem jest Josef Kranz. Rada gminy składa się z 28 członków:
| CDU  | SPD | Zieloni | FDP | BI | Razem |           |
| 2004 | 15  | 4       | 1   | 1  | 7     | 28 miejsc |

## Zabytki i atrakcje
Na terenie gminy znajduje się około 110 pomników kultury, m.in. jest to zamek, młyn wodny, liczne domu z muru pruskiego.

## Oświata
W gminie znajduje się sześć przedszkoli, trzy szkoły podstawowe i jedna Hauptschule.